# A Flor e o Espinho
"A flor e o espinho" é um samba de Nelson Cavaquinho em parceira com Guilherme de Brito e Alcides Caminha.

## História
Composta em 1957, com letra de Guilherme de Brito (com também participação da Alcides Caminha), enquanto a melodia é de Nelson Cavaquinho, "A flor e o espinho" foi feita durante um encontro na Praça Tiradentes, no Rio de Janeiro Guilherme e Nelson.".
A canção sintetiza o estilo poético/musical da dupla, marcado por um lirismo angustiado, pessimista, em que ressalta uma constante preocupação com a morte e as tragédias da vida.
Foi gravada pela primeira vez naquele mesmo ano, por Raul Moreno, em seu disco Todamérica. Mas a versão não teve sucesso. Somente em 1964, com uma gravação de Elizeth Cardoso para seu disco "Elizeth Sobe o Morro", o samba fez sucesso de público e crítica.
Em 1973, a canção foi gravada por Nelson Cavaquinho, mas como Potpourri, para seu álbum homônimo.

## Versões
- Raul Moreno (em 1957)
- Elizeth Cardoso (em 1964)